# Geisterbucht
Die drei ??? – Geisterbucht ist ein 2010 erschienener Jugendkrimi von Astrid Vollenbruch und der 150. Band der Buchreihe Die drei ???. Er ist der dritte Jubiläumsband der Reihe und besteht aus drei Teilen. 2011 erschien Geisterbucht zudem als 150. Folge der gleichnamigen Hörspielserie.

## Handlung

### Rashuras Schatz

#### Klappentext
Das Flugzeug, das Onkel Titus ersteigert hat, ist uralt und schrottreif. Ein Berg verrosteten Metalls, der nur im Gebrauchtwarencenter im Weg steht, meint Tante Mathilda. Doch als sich einige zwielichtige Gestalten an dem Wrack interessieren, wird Justus, Peter und Bob klar, dass die Maschine ein Geheimnis birgt. Denn im Inneren der Maschine ist ein wichtiger Hinweis auf einen unermesslich wertvollen Gegenstand versteckt! Die drei ??? stecken schneller als ihnen lieb ist mitten in einem neuen, lebensgefährlichen Fall …

### Flammendes Wasser

#### Klappentext
Die Spur führt zu einem Schiffswrack tief unten im Meer der Geisterbucht. Justus, Peter und Bob müssen einen gefährlichen Tauchgang wagen, um weitere Hinweise zu sichern. Doch sie sind nicht die einzigen, die sich ins „Flammende Wasser“ begeben …

### Der brennende Kristall

#### Klappentext
Der lebensgefährliche Einsatz in der Geisterbucht ist erfolgreich und die drei Detektive können den Schatz bergen. Aber wer ist der rechtmäßige Besitzer des „Brennenden Kristalls“? Beim Showdown auf dem Flugzeugfriedhof enthüllt sich das schreckliche Geheimnis …

## Trivia
- Laut der Autorin von Geisterbucht, Astrid Vollenbruch, lautete der ursprüngliche vom Kosmos-Verlag vorgegebene Titel des Buchs Blutstein. Erst kurz vor dem Abgabetermin wurde er in Geisterbucht geändert.[3]